# Leendert Rojer
Leendert A.B. Rojer is een Curaçaos politicus. Tussen 13 april en 1 juni 2017 was hij gevolmachtigd minister van Curaçao. De coalitiepartijen van het demissionair kabinet Pisas vroegen hem de functie waar te nemen totdat er een nieuwe regering was gevormd na de verkiezingen op 28 april 2017. Hij werd op 1 juni 2017 opgevolgd door Anthony Begina.
Leendert Rojer is de zoon van Julian G. Rojer, lid van de Eilandsraad van Curaçao in de jaren vijftig en zestig. Zijn broer Meindert 'Menki' Rojer was Statenlid van november 2016 tot maart 2021.